# منتزعة الكبريت المحيطية
منتزعة الكبريت المحيطية (الاسم العلمي: Desulfovibrio oceani) هي نوع من البكتيريا، سلبية الغرام، تتبع جنس منتزعة الكبريت.